# 7835 Myroncope
7835 Myroncope eller 1993 MC är en asteroid i huvudbältet som upptäcktes 16 juni 1993 av den amerikanske astronomen Timothy B. Spahr vid Catalina Station. Den är uppkallad efter den amerikanske sportjournalisten Myron Cope.
Asteroiden har en diameter på ungefär 11 kilometer.